# Ritenute fiscali alla fonte
La riscossione per ritenuta (in inglese tax withholding) è un metodo di riscossione dei tributi previsto da molti ordinamenti nel mondo.

## Descrizione
Il soggetto erogatore di una somma (detto sostituto d'imposta), nei casi previsti dalla legge, deve trattenere ("ritenere") l'imposta sul compenso e versarla allo Stato al posto del reale contribuente, ovvero il percettore. Qualora poi tali ritenute siano a titolo definitivo esse vengono denominate a titolo d'imposta; in caso contrario esse vanno scomputate, ossia sottratte, dal pagamento dell'imposta vera e propria per evitare di pagarla due volte. Allora prendono il nome di ritenute d'acconto.

## Nel mondo

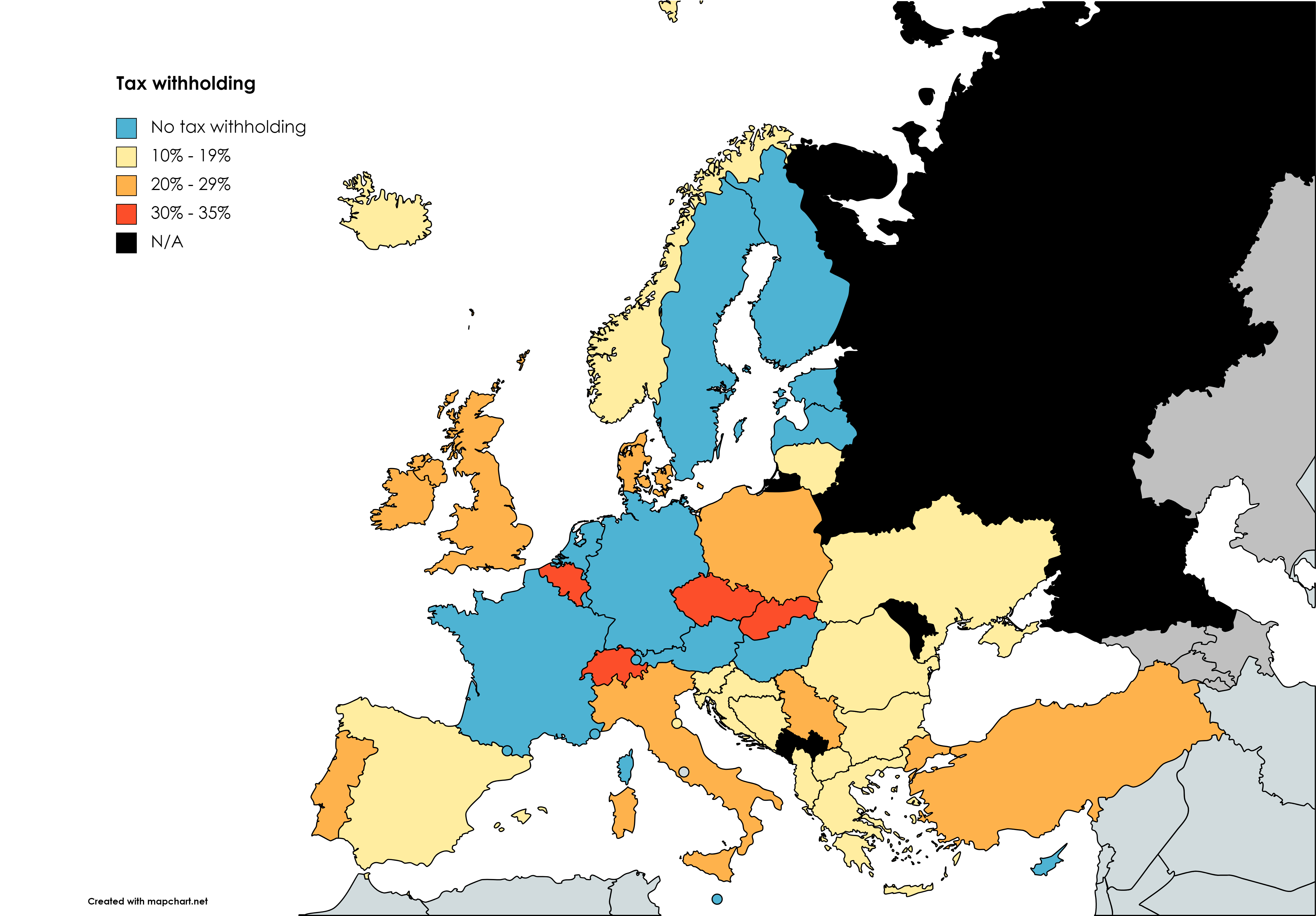
Mappa dell'Europa sull'aliquota della ritenuta d'acconto (dati del 2023, TradingEconomics)

È un concetto utilizzato in diversi paesi tra i quali, oltre all'Italia, la Spagna, il Portogallo, il Regno Unito, il Canada e gli Stati Uniti. Di norma viene applicata dal sostituto d'imposta alle fatture di acquisto di servizi e di prestazioni di lavoro autonomo e dipendente. In rare eccezioni, come in Spagna per gli affitti a non residenti, si applica anche alle fatture di vendita.

### In Italia
Le tipologie di compensi soggetti a ritenuta d'acconto sono le seguenti:
- redditi da lavoro autonomo;
- redditi da lavoro dipendente;
- redditi da capitale;
- altri redditi soggetti a ritenuta d'acconto.

#### Redditi da lavoro autonomo
In questa fattispecie, la ritenuta d'acconto è una trattenuta che grava sui compensi addebitati dai lavoratori autonomi nei confronti dei titolari di una partita IVA (imprese o liberi professionisti). In questo modo, il soggetto debitore riveste il ruolo di sostituto d'imposta, effettuando il versamento all'erario in sostituzione del professionista, al quale viene detratta una parte della sua prestazione.
L'aliquota ordinaria della ritenuta d'acconto corrisponde al 20% dell'imponibile, ma vi sono deroghe per alcune operazioni e per particolari categorie professionali (ad esempio è il 23% sul 50% dell'imponibile per le fatture di provvigioni). Il debitore del lavoratore autonomo non pagherà l'intero ammontare fatturato, ma la differenza al netto della ritenuta.

##### Versamento della ritenuta d'acconto
Il versamento all'erario della ritenuta deve essere effettuato tramite il modello F24 con i termini previsti per la liquidazione delle altre imposte, ovvero generalmente entro il giorno 16 del mese successivo al pagamento (se il 16 cade di sabato o domenica, la scadenza è prorogata al primo giorno lavorativo successivo), compilando la "sezione erario", e indicando normalmente il codice tributo 1040 (fino al 31/12/2016 cod. 1038 per le fatture di provvigioni), il mese e l'anno per cui è stato pagato il compenso dovuto - Es. fattura pagata in ottobre: si verserà la ritenuta d'acconto entro il 16 novembre con cod. tributo 1040, mese 10, anno 20xx e l'importo.

#### Certificazione ritenute d'acconto
Entro il 28 febbraio di ogni anno successivo è obbligatorio inviare una certificazione indicante l'avvenuto pagamento dei compensi e la trattenuta effettuata, sottoscritta e appositamente firmata, a ogni lavoratore autonomo al quale si sono effettuati pagamenti l'anno precedente.

##### Modello 770
Le certificazioni dei pagamenti effettuati ai lavoratori autonomi devono essere allegate al modello 770 dei sostituti di imposta. Gli estremi di queste certificazioni devono essere indicati nel modello 770 Semplificato all'interno del quadro "Comunicazione dati lavoro autonomo". Gli estremi dei versamenti effettuati a mezzo modello F24 devono essere indicati all'interno del quadro ST, sia nel caso si sia optato per il modello 770 Semplificato, che nel caso si sia utilizzato il 770 Ordinario.

#### Redditi da lavoro dipendente
In questa fattispecie, la ritenuta d'acconto è una trattenuta che grava sulle retribuzioni percepite dai lavoratori dipendenti e assimilati.

##### Versamento della ritenuta d'acconto
Il versamento all'erario della ritenuta deve essere effettuato tramite il modello F24 con gli stessi termini previsti per i lavoratori autonomi, compilando la "sezione erario" per le imposte statali, la "sezione INPS" per i contributi previdenziali, la "sezione altri enti previdenziali e assicurativi per i contributi assicurativi INAIL, la "sezione regioni" per le addizionali regionali, la "sezione ICI e altri tributi locali" per le addizionali comunali, e indicando il relativo codice tributo (es. codice 1001 per le ritenute IRPEF sulle retribuzioni), il mese e l'anno in cui è stato pagato il lavoratore dipendente.

##### Certificazione Unica (ex CUD)
Entro il 18 marzo di ogni anno successivo, a ogni lavoratore dipendente o assimilato (ad esempio collaboratori a progetto) al quale si sono corrisposte retribuzioni l'anno precedente è obbligatorio inviare una certificazione denominata CUD su un apposito modello predisposto dall'Agenzia delle Entrate, indicante tutte le voci relative alle ritenute fiscali, contributive e assicurative detratte.

#### Redditi da capitale

##### Versamento della ritenuta d'acconto
Il versamento all'erario della ritenuta deve essere effettuato tramite il modello F24 con gli stessi termini previsti per i lavoratori autonomi e dipendenti, compilando la "sezione erario", con l'indicazione del relativo codice tributo e del mese e anno in cui sono stati pagati i redditi da capitale (ad esempio, dividendi su azioni).

##### Certificazione ritenute d'acconto
Le certificazioni degli utili e altri proventi corrisposti sono compilate su un apposito modello predisposto dall'Agenzia delle Entrate entro il 28 febbraio dell'anno successivo a quello di pagamento.

##### Modello 770 Ordinario
Le certificazioni degli utili e altri compensi corrisposti devono essere allegate al modello 770 Ordinario dei sostituti di imposta.
Gli estremi di queste certificazioni devono essere indicati nel modello 770 Ordinario all'interno di uno dei quadri SF, SH, SI, SK, SL e SM a seconda del tipo di reddito da capitale liquidato. Gli estremi dei versamenti effettuati a mezzo modello F24 devono essere indicati all'interno del quadro ST del modello 770 Ordinario.

#### Altri redditi sottoposti a ritenuta d'acconto
Sono assoggettati a ritenuta d'acconto anche i seguenti redditi:
- Da assicurazioni sulla vita soggetti a imposta sostitutiva.
- Da plusvalenze soggette a imposta sostitutiva.
- Da titoli atipici.
- Da interessi e premi.
- Da indennità di esproprio.
- Da cessioni di diritti d'autore

##### Versamento della ritenuta d'acconto
Il versamento all'erario della ritenuta deve essere effettuato tramite il modello F24 con gli stessi termini previsti per i lavoratori autonomi e dipendenti, compilando la "sezione erario", con l'indicazione del relativo codice tributo e del mese e anno in cui sono stati liquidati i redditi di queste tipologie.

##### Modello 770 Ordinario
Gli estremi di questi redditi corrisposti e le relative ritenute applicate devono essere indicati nel modello 770 Ordinario all'interno di uno dei quadri SG, SO, SP, SQ, SR a seconda del tipo di reddito pagato nel corso dell'anno precedente dal sostituto d'imposta. Anche in questo caso gli estremi dei versamenti effettuati a mezzo modello F24 devono essere indicati all'interno del quadro ST del modello 770 Ordinario.